# نیکوس سالینگاروس
نیکوس سالینگاروس (انگلیسی: Nikos Salingaros; ۱۹۵۲ (۷۲–۷۳ سال) – ) دانشمند همه چیز دان و ریاضی‌دان اهل فرانسه بود.